# Daniel Stolz von Stolzenberg
Daniel Stolz von Stolzenberg auch Daniel Stolcius von Stolcenberg (* 1600 in Kuttenberg, Chrudimer Kreis, Königreich Böhmen; † nach 1644) war ein böhmischer Astrologe, Alchemist, Poet und Arzt.

## Leben
Stolcius studierte unter anderem in Prag und Marburg. Er war Schüler des Alchemisten Michael Maier. 1623 traf er in England den hermetischen Philosophen Robert Fludd und den Alchemisten und Erfinder Cornelius Drebbel. In Oxford schrieb Stolcius das Vorwort zu seinem Viridarium Chymicum, dem „Chemischen Lustgärtlein“, das 1624 bei Lucas Jennis in Frankfurt am Main erschien und so erfolgreich war, dass gleich darauf eine deutsche Übersetzung herausgebracht wurde. In seinem Vorwort beklagte er das Unglück seiner böhmischen Heimat.
Eine Reise führte ihn 1632 bis nach Konstantinopel. 1635 besuchte er Comenius in Leźno, in derselben Zeit arbeitete er an verschiedenen Orten, darunter Danzig, als Arzt. Nach 1644 verlieren sich seine Spuren.

## Werk
Das Viridarium Chymicum von 1624 ist ein alchemistisches Emblembuch, das 107 Kupferstiche aus früher veröffentlichten Büchern von Michael Maier und Johannes Daniel Mylius  vereinte, zu denen Stolcius Erklärungen in Epigrammform hinzufügte.
Der Hortulus Hermeticus (Der Hermetische Garten) ist nach demselben Muster aufgebaut wie das Chymische Lustgärtlein und wurde manchmal wegen seiner Seltenheit nicht von diesem unterschieden. Das Buch enthält 160 Embleme, die sich jeweils auf das Werk eines Philosophen oder Alchemisten beziehen, mit lateinischen Verskommentaren von Stolcius.

## Ausgaben
- D.O.M.A., seu informatio ad decentem habitum, Johannes Saur, Marburg 1622.
- Trias Hexastichorum, Sive Tres Centuriae Epigrammatum, Qua Seiorum, Qua jocosorum, qua variorum, Lucas Jennis, Frankfurt, 1622.
- Viridarium Chymicum Figuris Cupro In Cisis Adornatum, Et Poeticis picturis illustratum, ... (Chemisches Lustgärtlein), Lucas Jennis, Frankfurt, 1624.
- Chymisches Lustgärtlein : Mit schönen in Kupffer geschnittenen Figuren gezieret/ auch mit Poetischen Gemälden illustrirt und erleutert ; Also daß es nicht allein Augen und Gemüt erquicket/ sondern zugleich ..., aus dem Lateinischen übersetzt von Daniel Meisner, Lucas Jennis, Frankfurt, 1624. Digitalisat
- Hortulus Hermeticus Flosculis Philosophorum Cupro Incisis Conformatus, & brevissimis versiculis explicatus, ... (Der Hermetische Garten), Jennis, Frankfurt, 1627.
- Chymisches Lustgärtlein. Im Anhang: Einführung in die Alchimie des „Chymischen Lustgärtleins“ und ihre Symbolik von Ferdinand Weinhandl, Wissenschaftliche Buchgesellschaft, Darmstadt 1964, ISBN 3-534-02036-7, (Fotomechanischer Nachdruck der Ausgabe Frankfurt 1624)

## Nachweise
1. ↑  Karin Figala: Stolcius von Stolzenberg in: Alchemie. Lexikon einer hermetischen Wissenschaft. München 1998, S. 348.
2. ↑  Frances Amelia Yates: The Rosicrucian Enlightenment, Routledge, 2001, S. 123.
3. ↑  Adam McLean: The Hermetic Garden of Daniel Stolcius in: The Hermetic Journal 10, Edinburgh 1980, ISSN 0141-6391, S. 21.

| Personendaten    | Personendaten                                  |
| ---------------- | ---------------------------------------------- |
| NAME             | Stolzenberg, Daniel Stolz von                  |
| ALTERNATIVNAMEN  | Stolcenberg, Daniel Stolcius von               |
| KURZBESCHREIBUNG | böhmischer Astrologe, Alchemist, Poet und Arzt |
| GEBURTSDATUM     | 1600                                           |
| GEBURTSORT       | Kuttenberg, Chrudimer Kreis, Königreich Böhmen |
| STERBEDATUM      | nach 1644                                      |